# Asilaris mixtus
Asilaris mixtus là một loài bọ cánh cứng trong họ Cerambycidae.